# Rojo amanecer

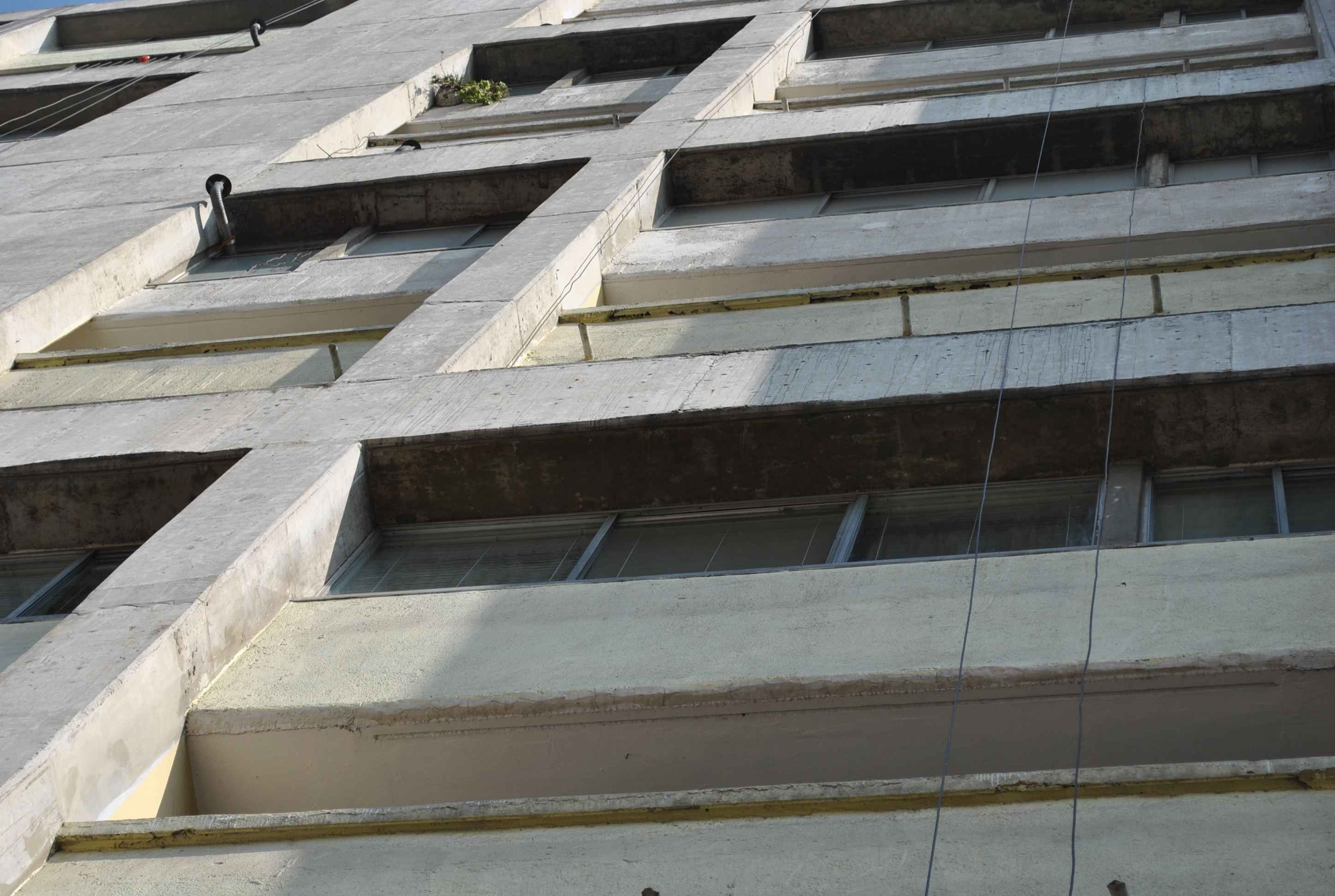

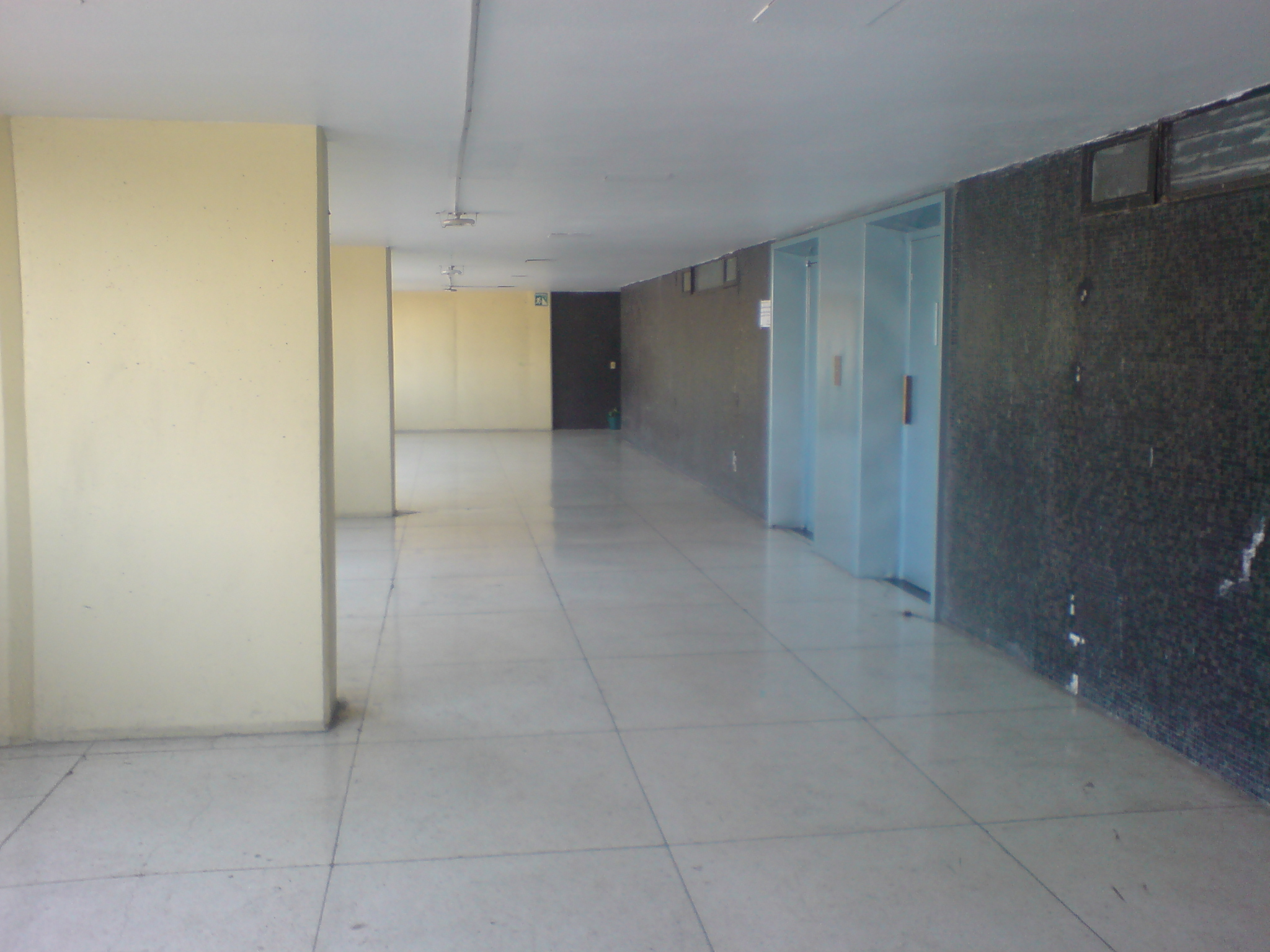

Rojo amanecer (1989) és una pel·lícula mexicana del gènere dramàtic del director Jorge Fons. S'hi narra el succeït el 2 i 3 d'octubre de 1968 a la Plaza de las Tres Culturas (Tlatelolco) a Ciutat de Mèxic. Fou protagonitzada per María Rojo, Héctor Bonilla, Jorge Fegan, Ademar Arau, Bruno Bichir, Demián Bichir i Eduardo Palomo.

## Sinopsi
La trama inicia amb un matí típic en la vida d'una família de classe mitjana que habita un departament enfront de la plaça de les Tres Cultures. Dos dels fills de la família són estudiants i participants del moviment estudiantil. Amb el pas de les hores i a causa de l'Operació Galeana, la vida de la família es veurà directament involucrada en els fets.

## Desenvolupament
Si bé els fets s'havien esmentat en altres materials fílmics previs, la pel·lícula va ser la primera a parlar obertament del moviment de 1968 i a centrar la seva trama en aquest episodi històric. Es va rodar i va editar de manera gairebé secreta en una rèplica d'un departament de Tlatelolco en un celler al sud de la capital mexicana, en un ambient prevalent de censura del govern de Mèxic cap a unes certes expressions artístiques com a pel·lícules considerades polèmiques, i amb un silenci oficial cap als fets del moviment de 1968 i la matança del 2 d'octubre. El guió de Guadalupe Ortega i Xavier Robles, Bengalas en el cielo, es va escriure basat en testimoniatges de famílies i supervivents. A suggeriment de l'actor Valentín Trujillo, que va ajudar amb diners a acabar la pel·lícula, la pel·lícula es va dir Rojo amanecer.
Diverses pressions polítiques a l'interior del govern mexicà van impedir l'estrena de la pel·lícula en exercir influència en l'òrgan dictaminador oficial per a mantenir-la "enllaunada", és a dir, retardar a propòsit i indefinidament la seva estrena perquè no tenia l'autorització i classificació deguda per a enviar-la als cinemes. La pressió social i mediàtica va fer cedir al govern en la seva postura, encara que es va demanar editar-la per a censurar unes certes parts de la pel·lícula que mostraven a l'Exèrcit Mexicà. La producció de la pel·lícula va cedir amb la finalitat que Rojo amanecer, d'una manera o l'altra, s'estrenés, la qual cosa va ocórrer gairebé un any després de la data prevista.
Rojo amanecer va ser un èxit de taquilla i va tenir una bona recaptació. Va generar opinions diverses en la crítica, negatives a l'actuació i les condicions tècniques d'aquesta, però positives en el valor del seu contingut i crítica social.

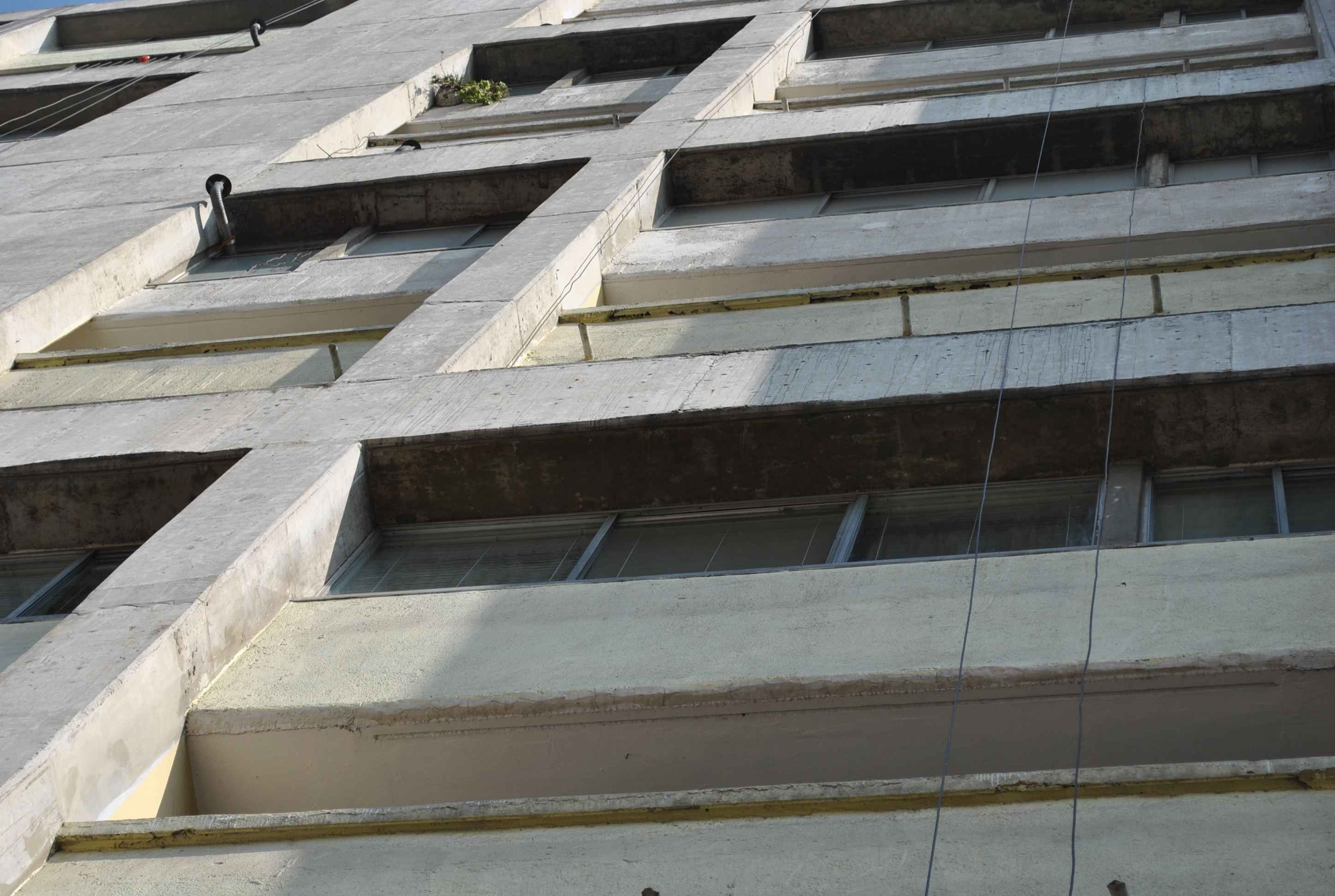
Vista parcial de les finestres de l'Edifici Chihuahua, on s'ambienta la pel·lícula.

## Argument

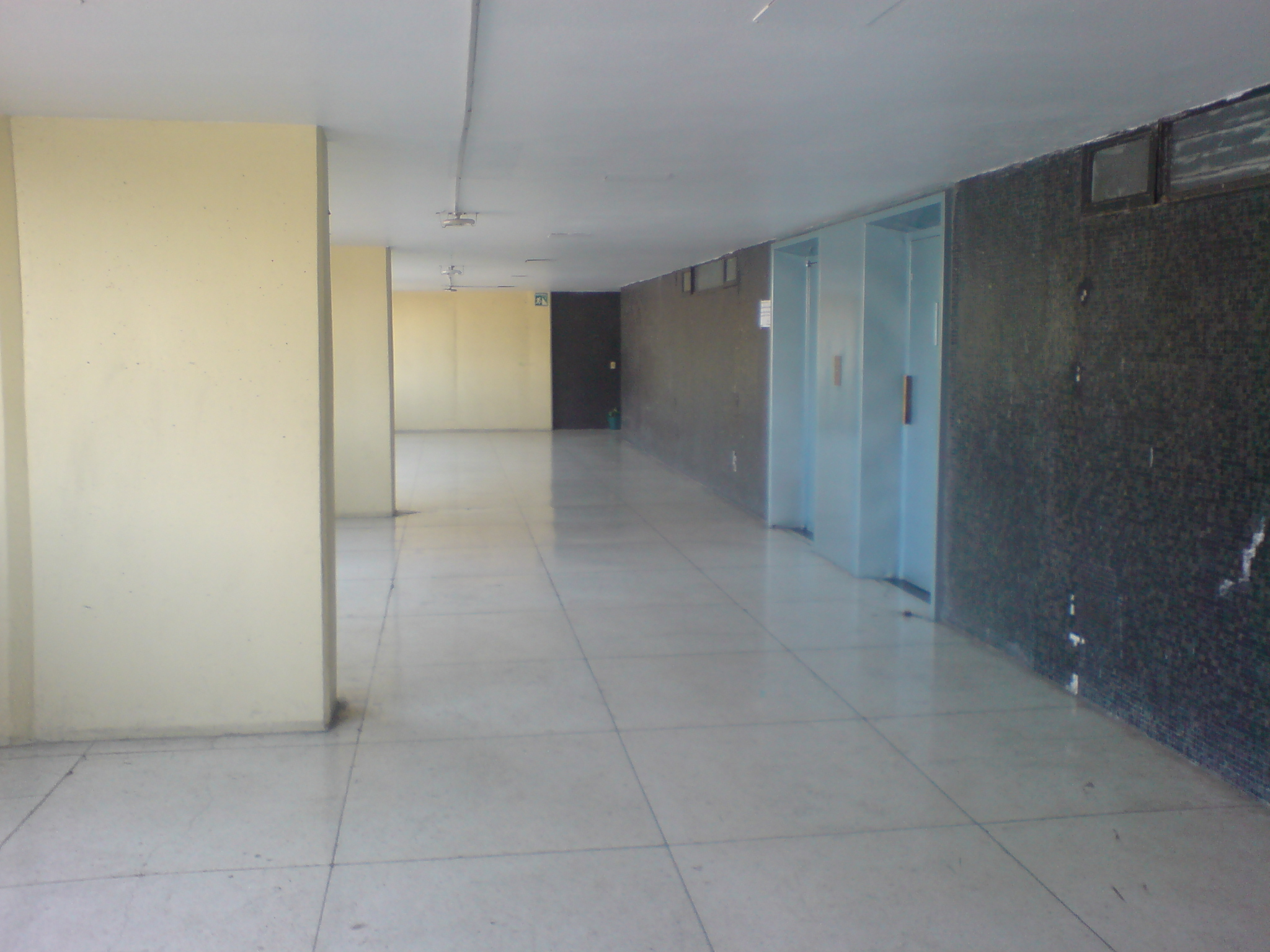
Passadissos i elevadors de l'edifici Chihuahua.

És dimecres 2 de octubre de 1968, una família mexicana de classe mitjana està a punt de començar el dia al seu departament de l'edifici Chihuahua del Conjunt Urbà Nonoalco Tlatelolco de la Ciutat de Mèxic.
En el desdejuni, els germans grans, Jorge (Demián Bichir) i Sergio (Bruno Bichir) discuteixen amb el seu pare Humberto (Héctor Bonilla). Els nois estudien a la universitat, participen en el moviment estudiantil, i el seu pare treballa com a funcionari del Departamento del Distrito Federal (govern local de la Ciutat de Mèxic). L'argument comença quan el pare es queixa que els nois tenen els cabells llargs. La discussió escala i després comencen a discutir que el que els nois estan fent està malament, i que "ningú hauria de qüestionar al govern". Els nois diuen que l'autonomia de la universitat va ser violada i que el govern fa coses en contra de la Constitució mexicana, El seu avi Roque (Jorge Fegan), que va lluitar en la Revolució Mexicana, diu que "si estiguessin en una veritable revolució, els afusellarien". Els germans petits Carlos (Ademar Arau) i Graciela (Estela Robles), que estudien l'escola primària i secundària, no s'involucren en la discussió, a causa de la seva curta edat. Els nois després parlen de les injustícies del govern. El seu exemple d'això és l'ocupació de la UNAM. i que alguns estudiants es van amagar en el bany, i els seus cossos van ser trobats el dia anterior (1 d'octubre). La mare, Alicia (María Rojo) tracta de calmar la situació i li diu als nois que "arribin aviat i es tallin el pèl". Els nois fan broma que Miguel Hidalgo tenia els cabells llargs. Després, se’n van.
El dia continua amb normalitat i, a continuació, mentre cuinen, Alicia i Graciela discuteixen sobre el que els nois fan. Graciela diu que la seva mare està "ben out", després diu que li agradaria continuar estudiant, al que la seva mare respon que acabarà sent una mestressa de casa de totes maneres. Carlos s'està preparant per a anar a escola mentre escolta als Beatles, el seu avi es queixa que "són massa sorollosos". Humberto intenta cridar a la seva esposa i li diu que "una cosa gran està a punt de succeir i que el preocupa" però abans que pugui continuar la crida es talla. Alicia li demana a Graciela anar a l'apartament de la veïna i tractar de cridar al seu pare. Graciela ho fa i s'assabenta que el telèfon de la veïna també està mort. Torna i diu que els telèfons no funcionen, "ni el d'aquí, ni el de la veïna, ni el de la cantonada". Algun temps després, se’n va la llum també. Don Roque va a la planta baixa i canvia el fusible. S'ensopega amb la veïna en el camí i els dos canvien els fusibles. A continuació, intenten encendre la llum i descobreixen que la llum s'ha tallat. Don Roque després torna a l'apartament i li diu a Alicia que la llum no funciona. Tots dos es preocupen i continuen amb el seu dia. Carlos torna de l'escola. Ell li diu a la seva mare que li va preguntar al professor que si el que els seus germans deien sobre Hidalgo era cert, i diu el professor ho va confirmar. Després surt al passadís per a jugar amb els seus soldadets de joguina amb el seu avi. Mentre estan jugant, homes sospitosos, amb rifles de franctirador tracten de donar un cop d'ull a través d'una obertura en el passadís. El troben "inadequat" i van als pisos de dalt. Tots dos tornen al departament i don Roque comenta amb la seva filla sobre la presència militar i franctiradors als terrats. Per què? Ella li pregunta. La resposta és molt senzilla: perquè estan preparant-se per a una cosa gran. Alicia comença a cosir alguna cosa, Carlos fa els deures i don Roque intenta reparar un rellotge.
A la plaça de fora, una multitud comença a congregar-se. Una manifestació d'estudiants està tenint lloc. Carlos i Graciela miren a la multitud i l'estimen a més de 10.000 assistents. Graciela es dirigeix a casa d'una amiga per a fer els seus deures.
Després de mitja hora, la manifestació s'interromp quan un helicòpter sobrevola la plaça i bengales vermelles i verdes cauen del cel. Carlos ho veu i li ho diu a la seva mamà. Alicia treu el cap per la finestra i veu que els estudiants estan sent assassinats per l'exèrcit. Don Roque els diu que s'allunyin de la finestra i els demana amagar-se a la seva habitació. Mentre ho fan, dues bales travessen la finestra. Després d'algun temps, don Roque intenta recollir a Graciela, però abans que se’n vagi, sent un so. "Tancs!", exclama. Llavors comença a ploure. Després d'algun temps, hi ha soroll fora.
La porta s'obre i Sergio i Jorge (les lents de la qual es van trencar mentre corria) arriben, juntament amb alguns companys. Un d'ells, Luis (Eduardo Palomo), està ferit. Alicia tracta de curar-lo, però el noi s'està dessagnant. El tiroteig continua i es deté. Durant aquest temps, els estudiants xopats comencen a intercanviar històries. Un d'ells diu que era al balcó del tercer pis de l'edifici, on s'estava duent a terme el discurs, i va dir que persones armades vestides de civil van cridar "¡Aquí Batallón Olimpia! ¡Que nadie se mueva!". Un altre diu que s'anava quan va començar el tiroteig, i que el grup de nois amb el qual es trobava no es va moure per a res. Els germans diuen que l'orador li va cridar a la multitud a "no caure en provocacions". Luis diu que ell era "Poli" (Instituto Politécnico Nacional) i va anar corrent amb la multitud quan va sentir dolor en el seu colze, després es va adonar que li havien disparat i després va perdre a la seva germaneta, qui també era del "Poli". Un altre afirma que dos nens morts, no menors de 10 anys van acabar un damunt de l'altre. Una estudiant afirma que va veure la plaça plena de sabates. Els alumnes miren per la finestra perforada i no veuen "res més que ombres" (és a dir, els cadàvers tendits a la Plaza estan sent recollits).
Don Roque arriba amb Graciela acompanyat de soldats que estan a la recerca dels estudiants. Don Roque diu que ell era un capità durant la Revolució (motiu pel qual va poder accedir al perímetre de la unitat residencial, la qual es trobava voltada per l'exèrcit) i cerca els seus papers. Mentre ho fa, els franctiradors venen de dalt, juntament amb tres estudiants tacats de sang. Els colpegen i després se'ls diu que "els portin amb els altres". Don Roque torna i dona als seus papers al soldat, que els diu que no li obrin a ningú. Don Roque conversa amb Alicia i li diu que els estudiants van ser arrestats i enviats a camions militars, així com que hi havia camions de les escombraries i els bombers. Graciela diu que van haver de pujar per les escales i va veure les portes de l'ascensor perforades per les bales. La seva mare diu que era pràcticament impossible, ja que van ser "fetes d'acer gruixudíssim". L'alumna, que tenia els diners de propaganda, enraona amb Alicia. Ella diu que els pares de la noia estarien preocupats, però la noia no ho creu així. Alicia diu que era impossible, "a hores d'ara, tot el país ja ho sap", però la noia diu que "no tot el que diuen les notícies és veritat, i no tot el que passa arriba a les notícies també". Després de revelar que té els diners de propaganda en un petit recipient, Alicia accedeix a guardar-l'hi fins que ella pugui sortir. L'estudiant va al bany a eixugar-se el cabell. Graciela, per part seva, la renya dient-li "el que passa per ficar-se en afers d'homes", al que la noia li contesta que "aquest és un assumpte per a homes i dones". El grup dorm i comença a plorar una dona fora a la recerca del seu fill "Toño". Els estudiants desperten i pregunten si algú es diu Toño. No és cap d'ells.
La llum torna i Humberto telefona a la casa per a advertir-li a Alicia que no obrin a ningú, i que li és molt difícil passar. En el curt temps, alguns nois telefonen a les seves cases per a assegurar les seves famílies que està bé. Es produeix un segon tiroteig i les llums s'apaguen. Finalment, Humberto arriba. Ell diu que "era molt difícil passar la seguretat". També diu que les ambulàncies estaven als voltants de la plaça, però cap d'elles semblava portar als ferits als hospitals i que els estudiants van ser despullats de les seves robes i empesos a les parets de l'ascensor de la planta baixa. Un dels estudiants pregunta que si estaven sent colpejats. Humberto confirma això bruscament. A continuació, encenen la tele i les notícies locals diuen que el tiroteig va tenir lloc perquè "franctiradors dels estudiants en els terrats pròxims van disparar contra l'exèrcit, que va ser enviat a fer costat a la policia a prevenir disturbis". Un dels estudiants diu l'obvi: el govern controla les notícies, la qual cosa confirma les afirmacions de l'estudiant. Finalment, tots s'adormiran. Els estudiants, per part seva, acorden sortir d'un en un per no aixecar sospites. En les primeres hores del matí, els franctiradors truquen a la porta. Els estudiants s'amaguen al bany i un li diu a Humberto que no obri. Carlos s'amaga sota el seu llit i els altres pretenen dormir. Humberto li pregunta qui són, però els franctiradors insisteixen que obri la porta. Humberto obre i els franctiradors actuen amb duresa, apuntant les seves armes a tothom. Humberto els diu la seva posició en el govern, però no els sembla importar-los. Treuen a tothom dels seus llits i descobreixen l'habitació dels nois plena de literatura i propaganda Comunista: "El Manifest del Partit Comunista" i un pòster del Che Guevara a la seva paret. Es veuen obligats a sortir de la seva habitació i se'ls pregunta si estaven en la manifestació. Jorge respon, però Sergio no i li donen una culatada. Descobreixen que el bany està tancat i don Roque, diu que hi està Carlos, perquè té por. A continuació, inspeccionen l'apartament degut a la propaganda esquerrana dels joves i troben el llençol tacat de sang en la qual Luis s'havia recolzat. A continuació, amenacen de matar Humberto si no s'obre la porta del bany. Sergio, amb la boca encara plena de sang, implora que obrin la porta. Un dels franctiradors, per part seva, dispara al pom de la porta del bany i forcen a tothom a sortir. Alguns dels estudiants es queden quiets, mentre que l'alumna i un altre jove tracten d'escapar. Tots dos són abatuts pels franctiradors. Altres estudiants criden i són abatuts també. Es deslliga una baralla. Jorge, Don Roque i Humberto tracten de llevar-los les seves armes als franctiradors mentre Sergio i Graciela escapen. Els franctiradors reprenen el control i disparen a tots. A continuació, corren al passadís a la recerca de Sergio i Graciela. Dos trets s'escolten. Carlos és l'únic supervivent i quan ell surt del seu llit veu els cossos a la sala. Ell comença a plorar i baixa descalç per les escales tacades de sang. Veu el cadàver del seu germà a l'escala amb dos orificis de bala al pit, i després continua caminant cap avall i troba a la seva germana morta en una cantonada. Se les arregla per a arribar a la planta baixa i veu dos soldats, mentre que al fons, un escombrariaire neteja el pis, que conté volants estudiantils. Llavors Carlos ajup el cap i se’n va caminant cap a la plaça.
En la versió estrenada en cinemes, es va eliminar un cameo de 22 segons del film original en els quals es prolongava la caminada de Carlitos entre papers, sabates i les parets de l'edifici Chihuahua i de la mateixa plaça, tacats de sang.

## Repartiment
- Héctor Bonilla com Humberto.
- María Rojo com Alicia.
- Jorge Fegan com a Don Roque.
- Ademar Arau com Carlitos.
- Paloma Robles com Graciela.
- Demián Bichir com Jorge.
- Bruno Bichir com Sergio.
- Eduardo Palomo com Luis (estudiant ferit).
- Simón Guevara com Jaime (noi I).
- Leonor Bonilla com a noia estudiant.
- Sergio Sánchez com Fernando (noi II).
- Carlos Cardán com a Sotstinent.
- Marta Aura com la veïna.
- Roberto Sosa com el soldat.
- Rafael Pérez Fons com a Estudiant I.
- Sergio Núñez com a Estudiant II.
- Alberto Pedret, veu de locutor.
- Tere Mondragón, veu de dona.
- Blas García com a franctirador #1.
- Baltazar Oviedo com a franctirador #2.
- Armando González Valero franctirador #3.
- Fernando Ibarra com a escombrariaire.

## Premis i reconeixements
- Onze Premios Ariel, 1990 en les categories director, actor, actriu, edició, guió original, argument original, música i co actuació
- Premi Especial del Jurat del Festival Internacional de Cinema de Sant Sebastià, 1990.
- Nou Premis Coral, Festival Internacional de Cinema de l'Havana
- Diosa de Plata en les categories millor pel·lícula, millor director, millor actriu, millor actor

## Context
Per a 1989 el Partit Revolucionari Institucional (PRI) el mateix al qual va pertànyer el responsable de la matança del 2 d'octubre, Gustavo Díaz Ordaz, governava Mèxic per conducte de Carlos Salinas de Gortari. Les eleccions federals d'un any abans van ser polèmiques, amb acusacions de frau electoral per part dels contrincants de Salinas, Cuauhtémoc Cárdenas i Manuel Clouthier. Des de l'època immediata posterior als fets va ser exercida pel govern una forta censura cap a tots els materials de tota índole respecte al 2 d'octubre. Si bé existien algunes obres escrites sobre aquest tema, la matança de Tlatelolco va ser un tema censurat als mitjans de comunicació mexicans. Tot i en la dècada dels noranta, el govern de Mèxic a través de Radio Televisión y Cinematografía (RTC) de la Secretaría de Gobernación, òrgan encarregat de la supervisió de les produccions fílmiques al país, exercia una política de censura a les pel·lícules que considerava inapropiades o polèmiques. Prèviament a Rojo Amanecer en context amb la seva polèmica, en els mitjans de comunicació es van tornar a esmentar cintes prèviament prohibides com La sombra del caudillo de Julio Bracho i àdhuc The Last Temptation of Christ, de Martin Scorsese. La primera, fins i tot, hauria estat exhibida en 1990 com a part de la demostració del govern d'obertura democràtica. Van existir diferents moments en els quals el govern d'aquesta època intentaria discursivament lligar al moviment estudiantil de 1968 amb una nova cultura democràtica al país, després de les eleccions federals en les quals es va acusar frau. En aquest context cap a 1992 es publicarien per primera vegada al·lusions al moviment estudiantil de 1968 en els llibres de text gratuït d'història de les escoles primàries del país. Faltarien tretze anys perquè, basat en l'òptica de la justícia transicional i amb l'arribada d'un partit diferent del PRI, el govern mexicà investigués amb una fiscalia especial els fets, els caracteritzés com a delictius i n’acusés formalment a les persones que els van cometre i encara vivien.
Respecte al moviment de 1968 al cinema, durant el mateix any i immediatament es van produir les cintes Únete Pueblo (Óscar Menéndez, 1968) Comunicado cinematográfico número 1, número 2 y número 4 (CUEC, 1968) i El grito, México 1968 (Leobardo López Aretche, 1969). EEn els anys 70 es realitzarien llargmetratges que mostrarien al·lusions, símbols o situacions contextualitzades al moviment del 68 o a la matança del 2 d'octubre. Va ser el cas de Quizá siempre si me muera (Federico Weingartshoffer, 1970), Crates (Alfredo Jozkowicz, 1970), Tómalo como quieras (Carlos Gónzález Morantes, 1971), El fin (Sergio García, 1970), A partir de cero (Carlos Belauzarán, 1970) Mural efímero (Raúl Kampffer, 1970), Mi casa de altos techos (David Celestino, 1970), Historia de un documento (Óscar Menéndez, 1971) i fins i tot La montaña sagrada (Alejandro Jodorowsky, 1972). El fet es veuria directament al·ludit en les produccions Canoa (Felipe Cazals, 1974), |El apando (Felipe Cazals, 1975) a més de ¿Y si hablamos de agosto? de Maryse Sistach.

## Producció
La direcció va ser de Jorge Fons. El guió va ser de Xavier Robles amb la col·laboració de Guadalupe Ortega Vargas. La producció va ser a càrrec de Marijane Miller, Valentín Trujillo, Héctor Bonilla i la Cinematogràfica Sol. La coordinació de la producció va ser de Sofía Álvarez, la prefectura de producció va ser de Rafael Gutiérrez i la productora executiva va ser Marcela Mejía. Els coordinadors de postproducció van ser Sigfrido García i José Manuel Fregoso, i els assistents de producció van ser Ricardo Pérez Tapia, Víctor Lozoya i Mario Torres. L'assistència de direcció va ser d'Elvia d'Angelis, Sergio Muñoz i Julio Fons, en tant el coordinador de diàlegs va ser Roberto Sosa.
La fotografia va ser de Miguel Garzón, els efectes especials de Raúl Gutiérrez i els òptics de Mánuel Sáinz. El tècnic de color i operador de càmera va ser Lorenzo Mondragón i la foto fixa de José Alonso. La música va ser composta per Karen Roel i Eduardo Roel, i l'edició va ser feta per Sigfrido García Jr. El so va ser de Rogelio Pichardo i René Ruiz Cerón, el coordinador de doblatge Fernando Álvarez i el microfonista Leonél Durán. Els efectes sonors van ser fets per Sergio Castro i Juan Chávez. L'escenografia va ser dirigida per Helmut Greisser, l'ambientació per José Luis Garduño, el vestuari per Felise Romero, el maquillatge per Laura Bonilla, l'attrezzo per Fernando Ibarra i José Luis López.

### Desenvolupament del guió
El guionista de la pel·lícula, Xavier Robles, es va assabentar del desenllaç tràgic del moviment estudiantil en la plaça de les Tres Cultures sent estudiant de la Benemèrita Universitat Autònoma de Puebla (BUAP). Cap a 1985 va tenir la idea de reivindicar "per mitjà del cinema la lluita dels companys morts, ferits i empresonats, alguns d'ells amics nostres", fent un guió fílmic que al·ludís el fet sense mostrar-lo.
Una convocatòria de la Secció d’Autors del Sindicato de Trabajadores de la Producción Cinematográfica er a noves idees del seu Banc de Guions va ser l'oportunitat de Robles per a presentar la història Bengalas en el cielo ffinalitzat en 1988. Robles va enviar el guió a Jorge Fons perquè dirigís la pel·lícula. Ellt, convençut del projecte, va buscar suport amb diversos productors. Acabant el projecte d'una telenovel·la amb Héctor Bonilla, tots dos van acordar que al final d’aquesta farien una pel·lícula i aquest li va suggerir Bengalas en el cielo. Bonilla va donar suport a la idea i es va integrar al projecte. La recerca hemerogràfica va trobar documents trencats i alterats, per la qual cosa la producció va acudir a testimoniatges de supervivents, al llibre La noche de Tlatelolco d'Elena Poniatowska als fets reals referits pels mateixos actors i actrius. El fet central de la història va ser narrat per supervivents que van testimoniar escorcolls de l'esquadró paramilitar Batallón Olímpia departament per departament a la recerca d'estudiants refugiats. Aquest fet, segons el guionista Robles "no sols va ocórrer amb una família (...) sinó amb moltes, sobretot de l'edifici Chihuahua. Això ens va ser narrat per diverses persones que són testimonis dels fets del 68". L'actriu de la cinta María Rojo va narrar que ella mateixa va ser supervivent de la matança gràcies a un soldat que la va arrossegar prop de l'edifici Chihuahua.

### Rodatge
La producció de la cinta va enviar el guió per a la seva qualificació a RTC. La història va ser rebutjada per les autoritats dient planament "con el 2 de octubre no se metan, por favor, señores".
El director de la pel·lícula, Jorge Fons, va buscar infructuosament el suport d'escriptors famosos com Gabriel García Márquez i Carlos Fuentes. Héctor Bonilla va encapçalar la recerca d'actors, convocant a Roberto Sosa i als germans Demián i Bruno Bichir, que havien viscut casualment en Tlatelolco; així com altres persones i actors com Valentín Trujillo, qui va salvar la producció quan es va esgotar el pressupost una setmana abans d'acabar. L'actor va suggerir que un títol més taquiller era Rojo amanecer.
La producció va decidir donar marxa al rodatge de manera clandestina a partir del 30 de maig de 1989 perquè no tenia el permís i pel temor que fos impedida la seva realització, per la qual cosa van usar un fòrum al sud de la Ciutat de Mèxic on es va recrear un departament del Conjunt Urbà Nonoalco Tlatelolco, on transcorre la trama de la pel·lícula. Van ser preses mesures precises d'un departament real, i es va ambientar d'acord amb l'època. Bruno Bichir va destacar que aquesta ambientació va ser bona, ja que l'i el seu germà Demián van viure en l'època en aquesta unitat. L'actor de veu mexicà Blas García va fer un paper fora del doblatge, retratant a un agent del Batalló´n Olímpia.
A diferència d'un film habitual, la pel·lícula es va rodar de manera progressiva, és a dir, seguint l'ordre de les escenes marcades pel guió, degut essencialment a la urgència i a la falta de pressupost. Això va ajudar, segons Jorge Fons, "a tenir un control precís de la continuïtat dels fets, i del crescendo de l'emoció. De gran ajuda per a mi i per a tots, principalment per als actors". El so va ser criticat, fins i tot, pels mateixos actors.
Es va demanar a totes i tots els actors participants guardar secret sobre la filmació, condició que només va ser trencada per Eduardo Palomo, qui va revelar la filmació en una entrevista. El rodatge va durar tres setmanes i mitja i es va fer de pressa a causa del temor que fos frustrat. Se grababa incluso de madrugada. Es gravava fins i tot de matinada. La filmació d'escenes en passadissos i exteriors dels edificis de Tlatelolco va ser fet amb discreció i sense permís oficial, la qual cosa va suscitar problemes amb policies que van sospitar que volia filmar-se alguna cosa sobre el 2 d'octubre. Héctor Bonilla va indicar que els qui participaven tenien el temor de ser empresonats. Jorge Fons ho va narrar així:
| «            | Calia fer-la d'amagat; com dius, pràcticament en la clandestinitat. I aquest sentiment va prevaler mentre la fèiem. Com era una pel·lícula pobra, produïda per nosaltres, treballàvem horaris llarguíssims: des que començava el dia fins a la una o dues del matí, i quan acabàvem, algú sortia prèviament a revisar que no hi hagués una patrulla o un acte sospitós i havíem d'encaminar a les dones. Això agregava emoció al que fèiem. | » |
| — Jorge Fons | |   |

### "Enlataje" i censura
Acabat el rodatge, que va tenir un cost de 320 mil pesos de l'època, Bonilla se’n va endur al maleter del seu cotxe els rotllos de la pel·lícula, que va ser revelada de manera voluntària i secreta als estudios Churubusco i editada a l'edifici de productors on Trujillo tenia una oficina. Ja editada i postproduïda va ser enviada a RTC, on la pel·lícula va romandre "enllaunada" sis mesos. Es denominava a Mèxic llavors com "enlatamiento" un procés burocràtic de l'organisme censor que no autoritzava, però tampoc desautoritzava la projecció de la cinta, deixant la seva presentació en públic en suspens.
La raó és que l'Estat Major Presidencial s'oposava a l'exhibició de la pel·lícula en considerar que l'exèrcit era ofès. Notes en mitjans van començar a aparèixer sobre la pel·lícula i la polèmica darrere de la seva exhibició, majoritàriament en contra seva, comptant amb la defensa de la comunitat cultural i cinematogràfica mexicana i el suport de mitjans com Proceso i La Jornada. L'encarregada en RTC, Martha Zertucha, evitava les preguntes de la premsa sobre el cas. Tement que la pel·lícula fos censurada, es va planejar fins i tot fer una exhibició privada amb la premsa amb la condició que fos donada a conèixer. Bonilla va suggerir fer una exhibició a l'Auditori Justo Sierra de la UNAM i on es repartissin còpies gratuïtes.
Per a la seva exhibició va haver-hi negociacions amb el govern mexicà, principalment per part del llavors director de la SOGEM, José María Fernández Unsaín, qui va aconseguir que Carlos Salines observés la pel·lícula i autoritzés l'exhibició. El llavors president ho va fer, però demanant que se censuressin tres escenes: una on Graciela, la filla de la família protagonista, és pentinada per la seva mamà (María Rojo) i diu "una señora de 60 años tenía un bayonetazo en la espalda". Una altra on la família desdejuna al matí i Jorge (Demián Bichir) diu "Mamá, cuando el ejército entró a Ciudad Universitaria unos se refugiaron en los baños. ¡Y los encontraron muertos antier!"; i l'escena final on l'únic supervivent, el nen Carlitos (Ademar Arau), surt a la Plaça de Tlatelolco on uns treballadors de neta escombren la plaça plena de sang i papers i hi ha dos soldats de l'exèrcit. L'exèrcit pensava que la gent d'aquesta manera no associaria la participació de l'exèrcit en la massacre. A pesar que els realitzadors de la pel·lícula consideraven intolerables els talls a la cinta, van decidir que els farien cercant que quedés la trama essencial, i que no es quedés la pel·lícula "enllaunada" per sempre. Interpretacions posteriors indiquen que després de les polèmiques eleccions de 1988, Carlos Salines hauria optat per l'estrena en evadir "una lluita política més".
Una còpia sense censura circularia il·legalment provinent d'una extracció no autoritzada de la pròpia RTC. Zertucha va ser acomiadada del seu càrrec per la polèmica. El nou titular de RTC, Javier Nájera Torres, va declarar que a Mèxic no hi havia censura, i que Rojo amanecer era "excepcional" i podia exhibir-se, i fins i tot altres cintes com L'última temptació de Crist i Je vous salue, Marie de Jean-Luc Godard. La pel·lícula, llavors, va ser ocupada pel govern mexicà com a exemple tant del lliure exercici de la llibertat d'expressió com d'obertura democràtica, en context amb les polèmiques eleccions de 1988:
| «                          | Enfront d'aquesta circumstància el règim va aconseguir elaborar un discurs a la seva mesura, ja que per a 1989 existia una interpretació que pensava al moviment estudiantil com el detonant de la democràcia a Mèxic. D'aquesta manera el PRI buscava diferenciar-se del govern de Díaz Ordaz com a manera de legitimar el projecte polític del partit (...) D'aquesta manerat, i paradoxalment, la pel·lícula es va convertir en l'estendard de la política salinista com a mostra d'una aparent llibertat d'expressió mai abans vista. Un discurs democràtic convenient per a un govern acusat de frau electoral. | » |
| — Carolina Tolosa Jablonka | |   |

## Recepció
La realització i l'estrena de la cinta va suposar una fita en diversos aspectes, tant per ser la primera crítica oberta contra la matança de Tlatelolco, com per suposar una renovació del cinema mexicà que tractava una temàtica considerada intocable La manufactura de la cinta va ser criticada com de baixa qualitat, i això va ser justificat per la premsa pel pressupost al qual va tenir accés la cinta i les condicions en què va ser filmada.

### Estrena i projecció
Una versió de la pel·lícula ja censurada va ser estrenada el 17 d'octubre de 1990 en una funció premier en la Cineteca Nacional i als cinemes Variedades, Chapultepec, México, Futurama, Carrusel, Dolores del Río, Mitla, Insurgentes 2, Galaxia, Nacional, La Villa, Galerías 2, Emiliano Zapata, Pedro Infante, Vallejo 2000, Premier 1, Alamedas 1, Valle Dorado 2, Presidente 1, Cuautitlán Izcalli 1, Lago 2, Arco 2, Pedro Armendáriz, Polanco i Revolución. L'exhibició es va prolongar sis setmanes.
En algunes de les exhibicions les persones cridaven consignes a favor del moviment estudiantil i sortien commogudes. Així ho va descriure l'escriptor Paco Ignacio Taibo I:
| «                      | La projecció es va dur a terme en una sala electritzada i silenciosa, en un clima que difícilment el cinema aconsegueix però que la memòria històrica fa possible. En acabar grans grups es quedaven en la banqueta, davant l'edifici, comentant, gairebé sempre en veu baixa i contristada, la qual cosa havien vist. | » |
| — Paco Ignacio Taibo I | |   |

I el crític Tomás Pérez Turrent:
| «                     | Amb Rojo amanecer quest públic ha acudit massivament (bona part d'ell mai havia vist una pel·lícula mexicana), omple les sales, provoca cues, bitllets esgotats. Vol dir que si li interessa un cinema nacional que li digui alguna cosa, que reflecteixi o reflexioni les seves realitats passades o presents i mes tot i que es tracten de fets que van sacsejar la consciència de la població. | » |
| — Tomás Pérez Turrent | |   |

En aquest tenor es van expressar diverses notes de premsa en destacar que amb Rojo amanecer —per la seva realització, contingut i el tractament d'un tema de la història de Mèxic— s'advertia un "despertar", "renaixement" o una "renovació" del cinema de Mèxic després de la política portada dues dècades enrere per la indústria cinematogràfica nacional com l'anomenat cine de ficheras, el "cabrito western" o el cinema televisiu abastat per l'empresa Televisa. Així ho va escriure Salvador Elizondo:
| «                   | Amb aquesta pel·lícula em reconcilio no tant amb el cinema mexicà en general d'ara —a part de Fons no hi ha molts— sinó amb l'esperança concebuda ingènuament fa 30 anys, d'un nou cinema mexicà, que no per ser més adult i més universal anés més mexicà; un cinema en el qual la veracitat o la historicitat no comptessin tant com el dramatisme, l'expressivitat i la força. | » |
| — Salvador Elizondo | |   |

I l'assagista Luis Rublúo:
| «             | Molt poques cintes en els últims anys poden fer excepció a això que ja sembla una regla, però aquesta, a la qual al·ludeixo avui, més que excepció, és una esperança de canvis radicals, perquè demostra sincer desig de superació en l'art de la cinematografia, un ressorgiment llançat amb coratge, amb entusiasme, amb lliurament, amb estètica, malgrat els pocs recursos financers, perquè el que se suma és l'autenticitat de l'art, justament, per això dic: Rojo començar el dia és nou començar el dia del nostre cinema, tant de bo!. | » |
| — Luis Rublúo | |   |

### Recaptació
La pel·lícula va ser un èxit de taquilla. El novembre de 1990 ja havia recaptat 726 milions de pesos de l'època i havia reunit 370.846 assistents. En l'època pel·lícules estrangeres recaptaven més del 70 % del total dels ingressos, ja que eren exhibides en cinemes que tenien majors costos, denominats "plus", als quals no va arribar Rojo amanecer. La paraestatal encarregada aleshores de les sales de cinema, Compañía Operadora de Teatros (Cotsa) hauria promès als productors de la pel·lícula cinemes de major qualitat i amb cost d’entrada més car, cosa que no va ocórrer. Per a finals de novembre de 1990 la pel·lícula havia aconseguit sostenir-se més de sis setmanes, "en sales on no es programava cinema mexicà almenys en dues dècades", va qualificar Pérez Turrent.

## Reaccions i llegat
Xavier Robles i Valentín Trujillo van intentar infructuosament que l'Instituto Mexicano de Cinematografía considerés Rojo Amanecer com una candidata a representar a Mèxic en els Premis Oscar. La cinta triada, finalment, va ser Cabeza de Vaca, postulada pel funcionari Ignacio Durán Loera. A causa d'una improcedència per un avançament en la nominació, Cabeza de Vaca finalment va ser desqualificada.
A causa de l'èxit de taquilla, una versió teatral va ser presentada en 1992 al Teatro Hidalgo de la capital mexicana, dirigida per Adam Guevara i la participació d'alguns dels actors originals.
Per la inclusió d’aquests fragments tant de La noche de Tlatelolco com presumptament de Los días y los años de Luis González de Alba en el guió sense una deguda atribució, el periodista Eduardo Valle "El Búho" va anunciar una demanda als productors del film posterior a la seva estrena formal. Els guionistes van contestar a Valle que el moviment no li pertanyia a ningú. El mateix González de Alba va donar, finalment, la raó als guionistes i a l'equip de producció.

### Crítiques a la cinta
- Gustavo García Gutiérrez va qualificar a la cinta com a "irresponsable", ja que en la seva opinió exhibir Rojo amanecer no va eliminar la censura existent a Mèxic, però va servir per a "calmar tensions cinematogràfiques".[5]
- Leonardo García Tsao va indicar que "és la primera i molt vàlida representació al cinema mexicà de ficció d'un fet que ha marcat generacions senceres", si bé va criticar la "histèria histriònica" de les actuacions de María Rojo i Eduardo Palomo i defectes com el so directe "que sembla haver-se gravat a les grutes de Cacahuamilpa".[15]
- Jorge Ayala Blanco va criticar negativament la cinta, denominant-la "una entelèquia del sistema pueril". "Somiant-se valerosa crònica indirecta, l'esquema cronològic ha estat omplert com a expedient oficinesc de manera tan reduccionista com maldestra i pueril".[42]
- Susana Cato va lloar la idea general de la cinta i l'actuació de María Rojo en el paper d'Alicia, però va qualificar els personatges d’"estereotipats" i el desenllaç de la pel·lícula com a "efectista".[43]
- Nelson Carro va indicar el valor de la pel·lícula "més enllà del cinematogràfic" pel tema que representa. Va assenyalar igualment defectes d'estructura en la pel·lícula i errades en la direcció d'actors.[44]
- Gustavo Moheno va considerar la cinta com la millor a Mèxic des de "Mentiras piadosas" d'Arturo Ripstein, de 1987. La va descriure com "un acurat treball cinematogràfic, es podria dir que és una veritable lliçó de cinema, i en això ha de veure molt el guió de Xavier Robles" i mostra de com es pot "fer bon cinema amb pocs recursos".[45]
- José María Espinosa va considerar que la pel·lícula tenia "bones actuacions, un guió senzill però intel·ligent i un maneig d'elements ja integrats per l'ús a un inconscient imaginari".[46]
- Carlos Bonfil va declarar que la cinta tenia errades de producció, però "compensa generosament les falles esmentades amb l'elaboració convincent d'una atmosfera opressiva a la qual molt contribueix el partit intel·ligent de concentrar l'horror d'aquest dia i d'aquests mesos en quatre parets".[47]
- Patricia Fernández V. va comentar que "va compensar la seva falta d'exteriors (gairebé total) amb l'assoliment d'una tensió dramàtica capaç d'involucrar a l'espectador més dur".[48]
- Rafael Aviña la va nomenar com a "pel·lícula de l'any" i com a "cinema adult enmig d'una creixent llibertat d'expressió".[49]
- Tomás Pérez Turrent va tenir bons comentaris. "El temps és treballat amb precisió i senzillesa, el ritme és l'adequat (la pel·lícula "agarra" a la primera imatge i ja no solta fins al final) i l'espai, segons el principi del Huiscios, és l'angoixant del drama".[33]

### Interpretacions
La pel·lícula ha estat assenyalada, al costat de La ley de Herodes (1999) —que també es va intentar censurar des del govern— com una important victòria contra la censura del poder polític a Mèxic.
Ha estat esmentada la seva pertinença al nou cinema llatinoamericà, un corrent d'innovació en la creativitat fílmica viscuda també a Mèxic en els anys 90 i, per tant, influenciada pel neorealisme italià en mostrar com a element central, un episodi dramàtic de la realitat. També ha estat qualificada de "cinema imperfecte", on s'esmenen les mancances en producció, ja que muntar una escena de la matança estava fos de pressupost i hagués estat impossible fer-ho sota la censura de l'època, i es prioritza mostrar una trama inspirada en fets històrics com els del 2 d'octubre amb els mitjans que es tenien disponibles aconseguint així una connotació política d'injustícia al no mostrar directament els fets sinó una família assassinada, parcialment innocent i víctima de les circumstàncies.
Així mateix, Juan J. Rojo va assenyalar el simbolisme del personatge de Carlitos com la societat mexicana i la manca de representacions literals de la matança com una al·lusió a la censura informativa del PRI per dècades:
| «              | En l'última escena de Rojo amanecer veiem a l'únic testimoni de la massacre allunyant-se de l'edifici en un estat d'horror. Aquest infantil subjecte és el nostre únic possible accés als esdeveniments de Tlatelolco. El nen que la presència només pot observar la història posterior a la matança, amb la qual podrà algun dia, rearmar una història privada, amb seguretat incompleta, basada en els seus records de l'esdevingut. En conseqüència, el que queda justament és aquesta íntima reconstrucció de la història de Tlatelolco com l'única història possible. | » |
| — Juan J. Rojo | |   |

David William Foster va indicar que, en el desenllaç tràgic de la cinta i malgrat les seves diferències generacionals i polítiques, la família es veurà victimitzada per les mateixes conseqüències criminals de la repressió del règim de Díaz Ordaz. Aquest mateix autor va indicar que aquesta matança va ser, probablement, la primera a Mèxic a comptar amb molts testimonis i fins i tot ser parcialment filmada. L'"autocomplaença davant la violència anterior" en la plaça viscuda per la família des del seu punt de vista privilegiat en un lloc presumptament segur, contrastarà dramàticament amb el desenllaç que els incorporarà finalment a ser part de la tragèdia.
L'elecció dels personatges i la selecció dels elements i els espais de Rojo amanecer podrien ser una mostra ficcional del microcosmos familiar d'una família mexicana de classe mitjana de l'època, en la qual hi ha fortes divergències generacionals, com les viscudes en 1968. D'una banda, l'avi Roque representaria a la Revolució mexicana, i el pare Humberto al buròcrata mitjà de la institucionalització posterior a aquesta. La mare Alicia i els diàlegs i interaccions amb la seva filla Graciela reafirmen el pensament patriarcal de l'època i la perpetuació dels estereotips femenins. I els dos fills, així com les i els estudiants que arribaran al departament després de la matança, el pensament progressista de l'època i les il·lusions de canvi de la joventut mexicana.